# Sergej Samojlovič
Sergej Alexandrovič Samojlovič (* 6. prosinec 1984 Kaliningrad) je ruský zápasník–sambista a judista.

## Sportovní kariéra
Se sambo/judem začínal v 11 letech v rodném Kaliningradu. Připravuje se pod vedením manželů Jarmoljukových. Do roku 2010 střídal zápas sambo se sportovním judem. V ruské judistické reprezentaci se prosazoval od roku 2009 v polotěžké váze do 100 kg. V závěru roku 2011 vyhrál prestižní Kano Cup v Tokiu. K vítězství mu pomohla hrubá taktická chyba jeho finálového soupeře Korejce Hwang Hui-te, který se za bodového vedení, deset sekund před koncem zápasu, chytil jeho nohy a byl diskvalifikován.
V roce 2012 se kvalifikoval na olympijské hry v Londýně, ale v ruské nominaci prohrál účast s Tagirem Chajbulajevem. Z judistické reprezentace byl vyřazen pro slabé výkony v roce 2015.

### Vítězství na turnajích
- 2009 – 1× světový pohár (Baku)
- 2010 – 1× světový pohár (Čching-tao)
- 2011 – 1× světový pohár (Kano Cup), turnaj mistrů (Baku)
- 2012 – 2× světový pohár (Lisabon, Abú Zabí)

## Výsledky

### Judo
| Turnaj             | 2009           | 2010           | 2011           | 2012           |
| Turnaj             | 24             | 25             | 26             | 27             |
| Turnaj             | polotěžká váha | polotěžká váha | polotěžká váha | polotěžká váha |
| ------------------ | -------------- | -------------- | -------------- | -------------- |
| Olympijské hry     |                |                |                | —              |
| Mistrovství světa  | —              | —              | 7.             |                |
| Mistrovství Evropy | —              | —              | úč.            | 7.             |

### Sambo
| Turnaj             | 2007 | 2008 | 2009 | 2010 | 2011 | 2012 | 2013 | 2014 | 2015 |
| Turnaj             | 22   | 23   | 24   | 25   | 26   | 27   | 28   | 29   | 30   |
| Turnaj             | -100 | -100 | -100 | -100 | -100 | -100 | -100 | -100 | -100 |
| ------------------ | ---- | ---- | ---- | ---- | ---- | ---- | ---- | ---- | ---- |
| Mistrovství světa  | —    | —    | —    | —    | —    | —    | —    | —    | —    |
| Mistrovství Evropy | 2.   | 2.   | —    | —    | —    | —    | —    | —    | 2.   |